# 食育
食育（しょくいく）とは、様々な経験を通じて、食に関する知識と食を選択する力を習得し、健全な食生活を実践することができる人間を育てることである。2005年に成立した食育基本法においては、「生きる上での基本であって、知育、徳育及び体育の基礎となるべきもの」と位置づけられている。単なる料理教育ではなく、食に対する心構えや栄養学、伝統的な食文化についての総合的な教育のことである。
この言葉を造語した石塚左玄は、食品の与える影響に関する独自の説によって、子どもに食べさせる食品の影響によって子どもの心身を養うという意味で用いた。

## 語源

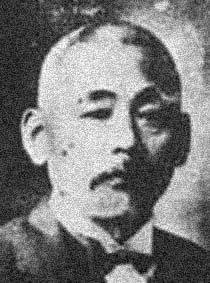
石塚左玄

「食育」という言葉は、石塚左玄（福井県）が1896年（明治29年）と1898年（明治31年）の著作（『化学的食養長寿論』、『通俗食物養生法』）で「体育智育才育は即ち食育なり」と造語し用いられている。1903年（明治36年）には報知新聞編集長・村井弦斎が、連載していた人気小説「食道楽」の中で「小児には徳育よりも、智育よりも、体育よりも、食育がさき。体育、徳育の根元も食育にある」と記述している。

## 経緯
小説家の村井弦斎が石塚の著書を読んで共感しており、1903年（明治36年）に著し、一大ブームを起こした『食道楽』秋の巻第252「食育論」で「食育」という言葉を使用した。村井弦斎の妻で料理研究家の村井多嘉子も著書『弦齋夫人の料理談』の中で食育の重要性を説いた。
左玄の説を実践する団体として「帝國食育會」という団体があった。その後、政財界の援助により石塚の食物養生法を啓蒙する団体として「食養会」が結成された。食養会の関係者が「食育」を唱えていた。しかし、一般にはほとんど知られていなかった。
戦後、食養会の会長にも就任したことのある桜沢如一の起したマクロビオティックや、玄米健康法の関係者、有機農業・自然食品業界に石塚説が伝承された。
1970代に財団法人オルトビオス研究会（現日本ウエルネス協会）理事長であった蓬田康弘氏が食育を提唱し、77年にソニー創業者・井深大元会長が創立した財団法人幼児開発協会・機関誌『幼児開発』へ『食育のすすめ』を連載。83年、フジテレビの「テレビ寺子屋」でも食育について啓蒙した。
2002年（平成14年）11月21日、自民党の政務調査会に「食育調査会」が設置された。その目的は、産地偽装など食の安全を揺るがす事件が多発したことから、食育で消費者の不安や不信感を取り除くことだった。だが一連の事件の多くは、消費者を蔑ろにした私利追求が原因だった。消費者の不安不信を取り除けば、事件の反省や再発防止策が不要になる上、一般人の知らない言葉をスローガンに掲げたことから、マスコミや研究者等が関心を抱き、語源を探した。この結果、歴史に埋もれていた石塚・村井が再び日の目を見る。翌15年に時の総理・小泉純一郎の施政方針演説に取り上げられて「食育」が一般化した。
1988年（昭和63年）には、小泉純一郎が厚生省としては食が一番大事なのではないかと述べていた。1993年に厚生省監修で『食育時代の食を考える』という著書が出版されている。服部幸應は自分の書いた1998年出版の『食育のすすめ』を厚生大臣の頃の小泉純一郎が読んだからと説明している。またマクロビオティックの久司道夫は議員会館で講演を行っていた。多いときには議員が80人ぐらい集まるときもあった。

## ファストフードへの批判
国会で、無国籍で脈絡のない料理では「ファストフード予備校」であり食育とはいえないのではという指摘がなされ、政府としても米食や日本型食生活を増やしたいとの意向が表明されている。
食育基本法の訂正に伴ってマクドナルドが食育に力を入れることを表明し、そして学校でハンバーガーの授業が行われるようになった。これに対して、「企業が社会貢献するのは結構だが、こうした食品では食育と矛盾するのではないのか」という批判も起こった。
幕内秀夫は、食育基本法の制定に伴ってジャンクフードの販売業者が食育という言葉を利用して出張授業などを行うようになったことを自身のウェブサイト「フーズアンドヘルス研究所」で批判している。

## 関連法令
2005年（平成17年）6月10日、食育基本法が成立した。食育によって国民が生涯にわたって健全な心身を培い、豊かな人間性を育むことを目的としている。
食育基本法は、総理大臣と12省庁の大臣と国家公安委員長までが参加した国家レベルで食事をどうにかしようと捉えた、世界的に例のない法律とされる。

## 関連政策
関連した政策としては、厚生省による21世紀における国民健康づくり運動において、病気を予防するために目標を設定して目標達成を目指す運動を行っているが、甘味料の特に砂糖が虫歯（う蝕）を発生させるとして、甘味料に関する正確な知識の普及と甘味食品・飲料の間食の摂取回数の減少を目標としている。また、10.7％いる児童・生徒の肥満児を7％以下にすることも目標とされている。

## 日本国外
アメリカ合衆国では、肥満人口の増加が健康上の問題となっている。アメリカでは、ジャンクフードの販売は子どもの健康や食の嗜好を守るために、自主規制する方向に向かっている。
アメリカ医学研究所（IOM）は、子どもをターゲットとした高カロリーで栄養価に乏しい食品のコマーシャルが、肥満と関連しているとし、自主規制ないし政府の介入を求めた。シカゴ大学は、18歳未満をターゲットにしたコマーシャルの90%以上が栄養価に乏しい食品であり食の嗜好に影響を与えると報告した。肥満対策のため、公立学校で糖分の多い飲料や脂肪を除去していない牛乳は販売されないように合意された。マクドナルドやペプシコなど11の大きな業者が、12歳以下の子どもにはジャンクフードの広告をやめることで合意した。
2011年4月28日、食品医薬品局（FDA）、疾病対策センター（CDC）、アメリカ農務省（USDA）、連邦取引委員会（FTC）の4機関は、肥満増加の対策として子供に販売する飲食品の指針として、加工食品1食品あたりの上限を、飽和脂肪酸1グラム、トランス脂肪酸を0グラム、砂糖を13グラム、ナトリウムを210mgとした。
2011年5月18日、550超の団体がマクドナルドに対し、子供を対象とした飲食品に高カロリー、高脂肪、多い砂糖、高塩分のジャンクフードの販売中止、おまけをつけないことや、ロナルド・マクドナルドの引退を要請した。
イギリスでは、16歳以下に対するテレビ番組でジャンクフードをコマーシャルすることはできない。2007年、イギリス政府は、合成保存料の安息香酸ナトリウムと合成着色料の入った食品が、子どもに注意欠陥・多動性障害（ADHD）を引き起こすという研究結果を受けて、ドリンクやお菓子にそれらが入ったものが多いとして注意を促し、2008年4月、英国食品基準庁（FSA）は注意欠陥・多動性障害と関連の疑われる合成着色料6種類について2009年末までにメーカーが自主規制するよう勧告した。ガーディアン紙によれば、この政府勧告による自主規制の前に、大手メーカーは2008年中にもそれらの食品添加物を除去する。
- 自主規制対象のタール色素：赤色40号、赤色102号、カルモイシン、黄色4号、黄色5号、キノリンイエロー

2008年3月、これを受けて、欧州食品安全庁（EFSA）は、イギリスでの研究結果は1日あたりの摂取許容量（ADI）の変更にのための基準にはできないと報告した。しかし、4月イギリスは再び排除すべきだと勧告を行い、8月には欧州は摂取量の見直しをはじめこれらの合成着色料を含む飲食品に「注意欠陥多動性障害に影響するかもしれない」という警告表示がされることになると報道された。
大韓民国では米を中心とした給食を提供し、菓子、ジュース、ファーストフードなどの栄養価に乏しいいわゆるジャンクフードに関して、2009年3月からは小中学校とその周辺での販売の規制、2010年からは午後5～9時のテレビコマーシャルの規制を行う。
ブルガリア政府は、全国の学校の食堂や売店からスナック菓子や清涼飲料水を撤去した。

## ビジネスとしての食育
関連法令の発令により、様々な企業や公共団体が食育をビジネスとして取り込んでいる。ビジネス方法としては、食育に関する商品の発売やセミナー、講演会の場を設けることにより収益を上げている。これら食育ビジネスに関し12省庁も非常に協力的であり、農林水産省は外食産業や中食産業、中小企業に対しての活動を推進するページをしている。また、厚生労働省は従業員や職員、住民に対して、生活習慣病の啓発、健康増進のための優れた取り組みをしている自治体、団体、企業の表彰を行う「健康寿命をのばそう！アワード」を開催した。
健康ビジネスニュースを配信しているヘルスビズウォッチは、海外の食育ビジネスモデルに関して詳細に説明している。

## 関係者
- 服部幸應 - 料理評論家。1990年代後半から食育を題名に含む著書を多数書いている。食育に関する講演を多数行う。
- 山東昭子 - 食育調査会会長 食育調査会長だったときに食育基本法を議員立法で制定
- 宮腰光寛 - 食育調査会事務局長
- 武部勤　 - 食育調査会長代理（設立時）
- 中村勝宏 - フランス農事功労者受賞者協会（MOMAJモマージュ）、食育担当理事（北海道洞爺湖サミットの総料理長）
- 平山憲一 - 日光プリンスホテル料理長で、食育の料理教室、講演を行う
- 石塚左玄 - 明治時代の陸軍漢方医
- 坂本廣子 - 1歳からの台所育児を提唱、30年来食育指導を行う
- 岡田真奈美 - 食育インストラクター
- 小坂憲次 - 食育基本法（議員立法）の代表提案者
- 砂田登志子 - 食育基本法（議員立法）食育推進基本計画検討会 専門委員。食育ジャーナリスト。

## 関連文献
- 『大人の食育』　服部幸應(著)　東京 : 日本放送出版協会, 2004.11  (生活人新書:126)
- 『栄養士&管理栄養士のための骨太な食育』 大村直己(著) 東京 : フットワーク出版, 2005.12
- 『考えよう食事と健康』 金子佳代子(著) 東京 : 小峰書店, 2005.4
- 『心と体を育てる食育』 矢島麻由美(著)　東京 : 小峰書店, 2005.4
- 『問われる食育と栄養士 : 学校給食から考える』 河合知子(他)著 東京 : 筑波書房, 2006.7
- 『それでも「好きなものだけ」食べさせますか?』 田中葉子(他)著 東京 : 日本放送出版協会, 2007.1
- 『子どもたちの食育原論』 中井孝章(著)　大阪 : 日本教育研究センター, 2007.6
- 『「食育」ってなに? : 「食」の変化と「食」の環境づくり』 武見ゆかり編/著 東京 : コープ出版, 2007.9
- 『味覚の授業 : 子どもの五感をめざめさせる : 「しょっぱい。すっぱい。にがい。あまい。」』 内坂芳美(著) 東京 : 合同出版, 2007.10
- 『心とからだを育む保育園給食 : 食育実践の事例』　東社協保育部会給食研究会事例集編集委員会編集 　東京 : 東京都社会福祉協議会, 2008.4
- 『学校給食 : 食育の期待と食の不安のはざまで』 牧下圭貴(著)　東京 : 岩波書店, 2009.3
- 『中等教育資料』第59巻5号 通号888 2010年5月 消費者教育の充実/食育の推進 文部省 東京 : 明治図書出版
- 『「脳に栄養　めざせ! 食育クイズマスター」シリーズ』　東京：金の星社